# Roerich (cràter)
Roerich és un cràter d'impacte en el planeta Mercuri de 111,67 km de diàmetre. Porta el nom del pintor rus Nikolaj Konstantinovič Roerich (1874-1947), i el seu nom va ser aprovat per la Unió Astronòmica Internacional el 2013.